# ばつぐんジョッキー
『ばつぐんジョッキー』は、CBCラジオで1968年11月4日から1986年10月3日まで放送されていたラジオ番組。

## 概要
作家の藤本義一や寺内大吉、放送作家のはかま満緒、フォークグループ「モコ・ビーバー・オリーブ」で活躍した高橋基子（モコ）、野球解説者の板東英二、司会者の上岡龍太郎、タレントの河井坊茶など多彩なパーソナリティを擁し、1960 - 1970年代にかけて東海地方の平日昼の名物番組として、特に自動車で移動をする営業マンや、主婦層を中心に支持された。当初は、主婦がゆったりと聞けるサロントークを標榜し、上記の通り文化人をサポートするアシスタントが番組の実質的な進行役を務めていた。
月曜日の板東英二と木曜日の上岡龍太郎は二人が相互に対抗意識を持って番組に臨むケースが多かったため、人気が高かった。特に野球の話題となると曜日を跨いでの激しい応酬合戦が毎週の様に繰り広げられていた（板東は中日ドラゴンズの元投手、上岡は阪神タイガースのファンという立場から「中日VS阪神」という構図で、応酬が繰り広げられていた）。1974年には、中日ドラゴンズの好調振りを背景に同番組の企画として、当時は大学生だった、シンガーソングライターの山本正之の作詞・作曲、月曜担当の板東による歌唱で現在もドラゴンズの応援歌として広く親しまれている『燃えよドラゴンズ!』をリリース。東海地区を中心に40万枚を超える好セールスを記録した。
この人気に対して、ライバル局の東海ラジオは1978年10月改編で同時間帯に「ぶっつけワイド」を開始。当初は当番組の人気が高かった月曜・木曜に全国区のタレントを起用したが、火曜・水曜・金曜を担当した松原敬生・蟹江篤子両アナウンサー（当時）のコンビが圧倒的に人気が高いことが判明し、後に松原・蟹江コンビが全曜日を担当した。その後は当番組の優位が一気に揺らぎ、以降は一転して「ぶっつけワイド」との厳しい聴取率争いを繰り広げた。
1984年、上岡と共に10年以上に渡り、番組を盛り上げてきた板東と三笑亭夢楽が番組を降板。この頃から聴取率が低迷する様になった。
教育評論家の遠藤八郎、鉄道評論家の種村直樹など異色のパーソナリティを新たに起用。放送時間を短縮して番組のテコ入れを実施したが功を奏せず、1986年秋に18年に及ぶ歴史に幕を閉じた。

## 放送時間
| 期間                       | 放送時間                                                                                          |
| -------------------------- | ------------------------------------------------------------------------------------------------- |
| 1968年11月4日 - 1970年9月  | 月曜日 - 土曜日 13:30 - 15:55（「土曜天国」の番組開始に伴い、1970年秋を以って土曜日の放送は終了） |
| 1970年10月 - 1986年10月3日 | 月曜日 - 金曜日 13:00 - 15:56（後に放送終了時間が15:50 → 15:25 → 15:10と繰り上げられた）          |

## パーソナリティ

### 月曜日
- 1968年11月 - 1972年9月：藤本義一
- 1972年10月 - 1984年3月:板東英二
- 1984年4月 - 1986年9月:つボイノリオ

### 火曜日
- 1968年11月 - 1971年：寺内大吉
- 1971年 - 1979年3月：三笑亭夢楽
- 1979年4月 - 1982年：遠藤八郎
- 1982年 - 1986年9月：青芝フック・キック

### 水曜日
- 1968年11月 - 1971年9月：はかま満緒
- 1971年10月 - 1972年9月：南州太郎
- 1972年10月 - 1973年3月：西岡たかし
- 1973年4月 - 1974年3月：田中小実昌
- 1974年4月 - 1975年9月：三升家勝二
- 1975年10月 - 1976年3月：はしだのりひこ
- 1976年4月 - 1979年3月：前川宏司
- 1979年4月 - 1984年3月：三笑亭夢楽（火曜日から曜日移動）
- 1984年4月 - 1985年3月：佐野稔
- 1985年4月 - 1986年9月：森山周一郎

### 木曜日
- 1968年11月 - 1986年9月：上岡龍太郎

歴代パーソナリティで唯一、全放送期間に出演。
オープニング口上
「女性の方でしたら小学生、中学生、高校生、浪人生、大学生、
お嫁入り前のお嬢さんは言うに及ばず、主婦の方から未亡人、
出戻り娘にご隠居さん、果ては嫁かず後家の皆さんにまで
声を聴いただけで四畳半のた打ち回って喜ばれている、
芸は一流、人気は二流、ギャラは三流、恵まれない天才、
阪神タイガースのオーナー、上岡龍太郎です。」

### 金曜日
- 1968年11月 - 不詳：河井坊茶
- 不詳 - 1972年9月：草下英明
- 1972年10月 - 1978年3月：高橋基子
- 1978年4月 - 1980年9月：森ミドリ
- 1980年10月 - 1982年3月：種村直樹
- 1982年4月 - 1986年9月:チェリッシュ

### 土曜日
- （不詳）

## アシスタント
- 多田しげお（高橋基子とのコンビ）
- 水野智代子（つボイノリオらとのコンビ）
- 水谷ミミ（三遊亭夢楽とのコンビ）
- 松ヶ崎敬子（板東英二らとのコンビ）
- 光地礼子（上岡龍太郎とのコンビ）
- 関本すみれ（上岡龍太郎とのコンビ）
- 白木章子（遠藤八郎とのコンビ）
- 伊藤素美子（遠藤八郎とのコンビ）
- 山口喜子（種村直樹とのコンビ）
- 桐生郁子（青芝フック・キックと）
- 本郷京子（佐野稔とのコンビ）
- 木ノ島千恵(藤本義一とのコンビ)

ほか

## 主な番組内コーナー
13時台
- ゼロへのイロハ
- ばつぐんアラカルト
- ばつぐん民謡塾
- ばつぐんアタック・もう一つ上を行こう
- さわやかタウン
- バックミラー人生

14時台
- ばつぐんバラエティ
- ばつぐんハッピートゥデー
- MCコーナー
- ばつぐんホットライン
- ばつぐんアンケート
- ばつぐんレポート
- おでかけマイク
- ばつぐん物価情報

15時台
- 茶の間の新聞
- ばつぐんハッピートーク
- ミュージックプラスワン

その他
- ばつぐん10万円クイズ
毎日3回、キーワードとなる文字が発表され、それを一週間通してまとめるとひとつの言葉になる。リスナーはその答えとなる言葉をはがきに書いて送り、毎週1名の当選者に10万円が贈られる[3]。

## オープニングテーマ曲
- Al Hirt 「Six Long Days (Sechs Tage lang) 」